# Mardoqueo Molina y Bazán
Mardoqueo Molina y Bazán (Catamarca, 1816-1884), empresario y político argentino, octavo gobernador federal constitucional de la provincia de Catamarca. Período 1876-1879.
Mardoqueo Molina era hijo del dirigente federal catamarqueño Don Martín Molina —quinto hijo del militar Alejandro Molina, muerto en Río Pasaje defendiendo la retirada del ejército de Belgrano— y de Margarita Bazán —hija de Antonio Bazán y Juana Segura, naturales ambos de Fray Mamerto Esquiú. Margarita Bazán fue la primera esposa de Martín Molina; de ese matrimonio nacieron Magdalena, Crisanta, Genoveva, Eudosia, Daría, Samuel, Federico y Mardoqueo. Enviudando, Martín Molina casó con Josefina Nieva y tuvo tres hijas más: Emilia, Corazón y Balvina. 
Martín Molina era hermano de Victoriano Molina. Por ende, Mardoqueo era primo hermano de Próspero Molina
La hermana mayor de Mardoqueo Molina, Magadalena Molina y Bazán era la esposa del dirigente federal Dr. Tadeo Acuña padres del gobernador catamarqueño Joaquín Acuña Molina.
Como empresario brillante cabe remitir a la fundación junto a Samuel Molina del Banco Provincial "Molina Hermanos", del próspero emprendimiento minero de oro y plata en Capillitas (Andalgalá) y el establecimiento ganadero en Singuil. Su hermano y socio comercial Samuel Molina, fue también Gobernador y senador Nacional de Catamarca.

## Gobierno
Mardoqueo Molina fue elegido por la Asamblea General de la Provincia el 23 de abril de 1876. Fueron sus ministros, sucesivamente, los señores D. Gregorio Moereno, el doctor Fidel Castro y D. Juan Bautista Ocampo.
D. Mardoqueo Molina fue otro de los gobernantes progresistas que tuvo Catamarca. Durante su administración se levantó el primer censo escolar de la provincia; se intensificó la enseñanza primaria, fundándose escuelas en Valle Viejo, Paclín, Tinogasta, Andalgalá y Belén. Con el propósito de formar maestros que tanta falta hacían fundó la Escuela Normal Provincial de Maestros -sobre cuya sólida base edilicia pudo erigirse casi una centena de años después la Universidad Nacional de Catamarca-, y se organizó la Escuela Normal de niñas.
Se fundaron las villas de La Merced (Paclín) y San Antonio de La Paz; se creó el departamento de Santa Rosa; se sancionó el Código Rural; y se suprimió por ley la prisión por deudas en las causas civiles y mercantiles.
Molina se preocupó empeñosamente en importantes obras camineras, para facilitar el comercio y el intercambio entre los pueblos. Así hizo rectificar y ampliar el camino de herradura de la Cuesta del Portezuelo adquiriendo el trazado que tiene hasta la actualidad; los caminos carreteros que unían la Capital con los departamentos del Oeste por la Quebrada de la Cébila; los caminos de San José (Santa María) con la villa del mismo nombre; el de Piedra Blanca (Fray Mamerto Esquiú) con la villa de La Puerta (Ambato); el de Vilismán (El Alto) a Lavalle (Santa Rosa) y a Frías. Igualmente se intensificaron las actividades del agro y de la minería.
Su paso por la función pública traslució a un funcionario irreprochablemente honesto, capaz y emprendedor. A su retiro de la gobernación se compuso un álbum de firmas que le obsequiaron miles de ciudadanos de todas las esferas sociales, tanto de la ciudad como de la campaña.
El 27 de febrero de 1878 el Poder Ejecutivo Nacional expidió un decreto -a instancias del Gobernador Mardoqueo Molina- por el que se creaba la Escuela Normal de Maestras de Catamarca, designando el siguiente peronsal: Directora Clara Janet Armstrong; y profesoras, señoritas María Mac Millan, Ana Ponza y Delia Robles. La escuela existe hasta la actualidad -con profesorado terciario- y lleva el nombre de su primera directora.
La construcción del edificio se había comenzado en 1873 por iniciativa de un grupo de damas catamarqueñas, entre la que es dado recordar a: Josefa Ovejero de Quiroga, Waldina Cano Augier de Navarro, Mónica Acuña de Gómez, Julia Ruzo de Castro, Elvira Cubas de Molina, Corina Soria de Moreno, Primitiva Segura Augier de Molina (esposa de Samuel Molina y Bazán), Vitaliana Bustamante de Caravatti, Neófita Augier de Correa, etc. Entre los grandes benefactores de la Escuela Normal de Maestras debe contarse al Doctor Joaquín Quiroga. 
- Datos: Q5996876